# Jiao Huafeng
Jiao Huafeng (chiń. 焦华锋; ur. 24 września 1981) – chiński zapaśnik w stylu klasycznym. Olimpijczyk z Pekinu 2008, gdzie zajął osiemnaste miejsce w kategoriach 55 kg.
Trzykrotny uczestnik mistrzostw świata. Zajął 18 miejsce w 2007. Pierwszy na igrzyskach azjatyckich w 2006 roku.